# Scheuermann-Krankheit

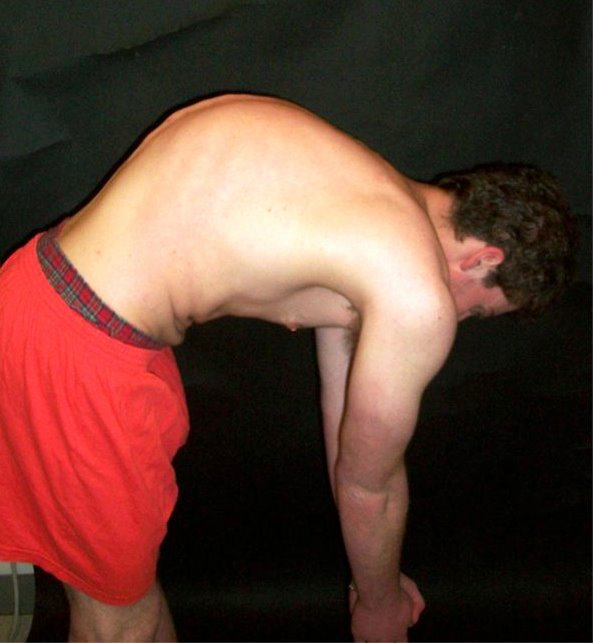
22-jähriger mit Scheuermann-Krankheit

Die Scheuermann-Krankheit, auch Morbus Scheuermann, Adoleszentenkyphose oder juvenile Kyphose (medizinische Nomenklatur: Osteochondritis deformans juvenilis dorsi), ist eine Wachstumsstörung der jugendlichen Wirbelsäule, welche zu einer schmerzhaften Fehlhaltung führen kann. Entgegen früheren Annahmen, es handle sich um eine aseptische Osteochondrose (Knorpel-Knochenerkrankung ohne Beteiligung von Keimen), besteht die aktuellere Auffassung in einer Schwächung der knorpeligen Ring-apophysen (den Wachstumszonen) der Grund- und Deckplatten der Wirbelkörper. Männliche Jugendliche sind 4 bis 5 Mal häufiger betroffen als weibliche. Der Übergang zwischen Haltungsschwäche und Normvariante ist fließend.
Benannt wurde sie nach ihrem Erstbeschreiber, dem dänischen Radiologen Holger Werfel Scheuermann.

## Pathogenese

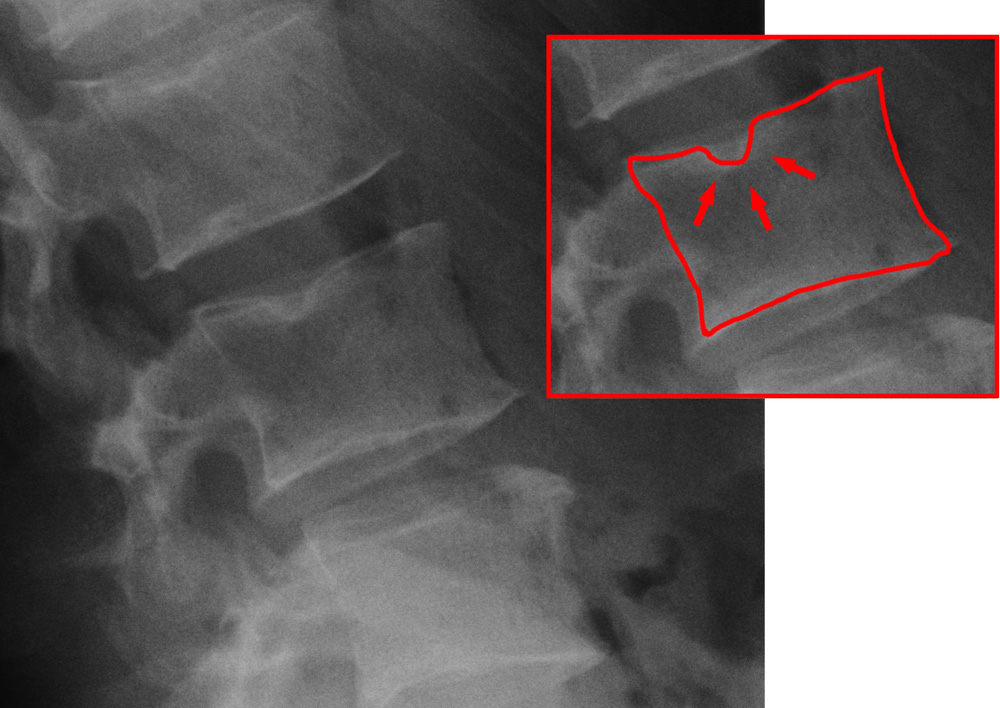
Röntgenbild eines Schmorl-Knorpelknötchens in der Deckplatte eines Lendenwirbels.

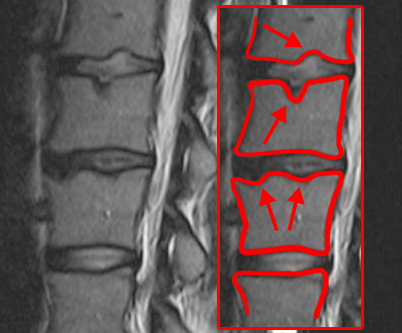
MRT-Bild von Schmorl-Knorpelknötchen

Während des pubertären Wachstumsschubes zwischen dem 11. und dem 15. Lebensjahr bei Mädchen und dem 12. bis 17. Lebensjahr bei Jungen ist die Wirbelsäule besonders anfällig für Fehlentwicklungen. Bei vermehrter Biegebelastung, z. B. durch langes gebeugtes Sitzen (deswegen im Volksmund auch „Schneider-Buckel“ oder „Lehrlings-Buckel“ genannt) und bei gleichzeitig schwacher Rückenmuskulatur (fehlender Gegenzug) werden meist im Bereich der unteren Brustwirbelsäule die Wirbelkörper an den konkavseitigen ventralen Vorderkanten unverhältnismäßig stark belastet, und es kommt zu Schäden an den Knorpel-Knochen-Verbindungen der Deck- und Bodenplatten der Wirbelkörper. Dabei wird die Wachstumszone an den Wirbelkörperkanten beschädigt, wodurch die Wirbelkörper vorne langsamer und keilförmig wachsen. In den zerklüfteten Deck- und Bodenplatten entstehen kleine linsen- bis erbsengroße Kavernen, die mit Bandscheibenmaterial gefüllt sind und als Schmorl-Knorpelknötchen bezeichnet werden. In gravierenden Fällen treten Deckplatteneinbrüche auf. Meistens ist die Distanz der Wirbelkörper zueinander im Verhältnis zur normalen Wirbelsäule stark verringert. Dadurch gerät die Wirbelsäule in eine Fehlstatik. Durch die Keilform mehrerer Wirbelkörper kommt es zur Rundrücken- oder Buckelbildung, d. h. zur verstärkten Kyphosierung der Wirbelsäule. Oft entsteht kompensatorisch im Bereich der Lendenwirbelsäule ein verstärktes Hohlkreuz (Hyperlordose) mit Bildung von Tonnenwirbeln (Erhöhung der Wirbelkörper). Ebenfalls kann es zur Lyse in den Wirbelbögen mit konsekutivem Wirbelgleiten kommen.
Es gibt auch eine atypische Form des M. Scheuermann, den Typ II, der vorwiegend die Lendenwirbelsäule betrifft. Dort entsteht dann statt einer natürlichen Lordose (Krümmung der Wirbelsäule nach vorne) ein Flachrücken oder gar eine Kyphose der Lendenwirbelsäule. Die Langzeit-Schmerzprognose des M. Scheuermann II ist ungünstiger als bei M. Scheuermann der Brustwirbelsäule. Es wird angenommen, dass beim thorakalen M. Scheuermann ein Teil des durch den Massendefekt in den Zwischenwirbelräumen bedingten Stabilitätsverlusts vom umgebenden Brustkorb aufgefangen wird. Treten die gleichen Veränderungen an der Lendenwirbelsäule auf, wirkt sich dieser Kompensationseffekt nicht aus.

## Verlauf
Mit Abschluss des Wachstums kommt es zu keiner weiteren Progression der Erkrankung, sie ist daher selbstlimitierend. Insgesamt ist die Prognose des klassischen thorakalen Morbus Scheuermann gut (vgl. z. B. Kayer/Weber 2007, 135, Ristolainen et al. 2012, Hefti 2015, 123). Oftmals haben die Betroffenen trotz deutlich sichtbarer Kyphose keine oder nur wenige Beschwerden. Hefti differenziert zwischen fixierten, thorakalen Kyphosen unter 50 Grad, bei denen im Erwachsenenalter weder häufiger noch intensivere Rückenschmerzen als bei Normalpersonen auftreten und fixierten, thorakalen Kyphosen über 50 Grad, die bei Erwachsenen zwar nicht mehr, aber stärkere Rückenschmerzen erwarten lassen (vgl. Hefti 2015, 123). Angegebene Befunde werden durch empirische Langzeitstudien aus den USA und Finnland gestützt. So ergab das Ergebnis einer Langzeitstudie von Murray et al. (1993), die Scheuermann-Patienten mit einer Kontrollgruppe über 32 Jahre verglich, dass die Betroffenen zwar vermehrt über Rückenschmerzen klagen, diese aber zu keinen signifikanten Unterschieden zwischen den Betroffenen und der Kontrollgruppe hinsichtlich vermehrter Fehltage im Beruf, Berufsunfähigkeit (Invalidität), Beeinträchtigungen im alltäglichen Leben, einem erhöhten Konsum von Schmerzmitteln oder der allgemeinen Lebensqualität führen. Ristolainen et al. (2012) replizierten diese Befunde in ihrer Langzeitstudie, in der sie unbehandelte Scheuermann-Patienten mit einer Kontrollgruppe über 37 Jahre verglichen. Etwas schlechter ist die Prognose bei lumbalen Manifestationsformen (vgl. z. B. Kayser/Weber 2007, 135, Hefti 2015, 123). Hier können bei schweren Verlaufsformen Osteochondrose, weitere zu frühe Degeneration, Verschlechterung des Cobb-Winkels als Spätfolgen von M. Scheuermann im Erwachsenenalter auftreten. Man spricht dann von einem „Zustand nach M. Scheuermann“ oder Post-Scheuermann-Syndrom. Die genannten Beschwerden müssen aber nicht zwangsläufig auftreten und hängen stark vom allgemeinen Gesundheitszustand, dem Ausmaß an (rückenschonender) sportlicher Aktivität, Übergewicht und dem Zustand der Rücken- und Bauchmuskulatur zusammen.

## Diagnose

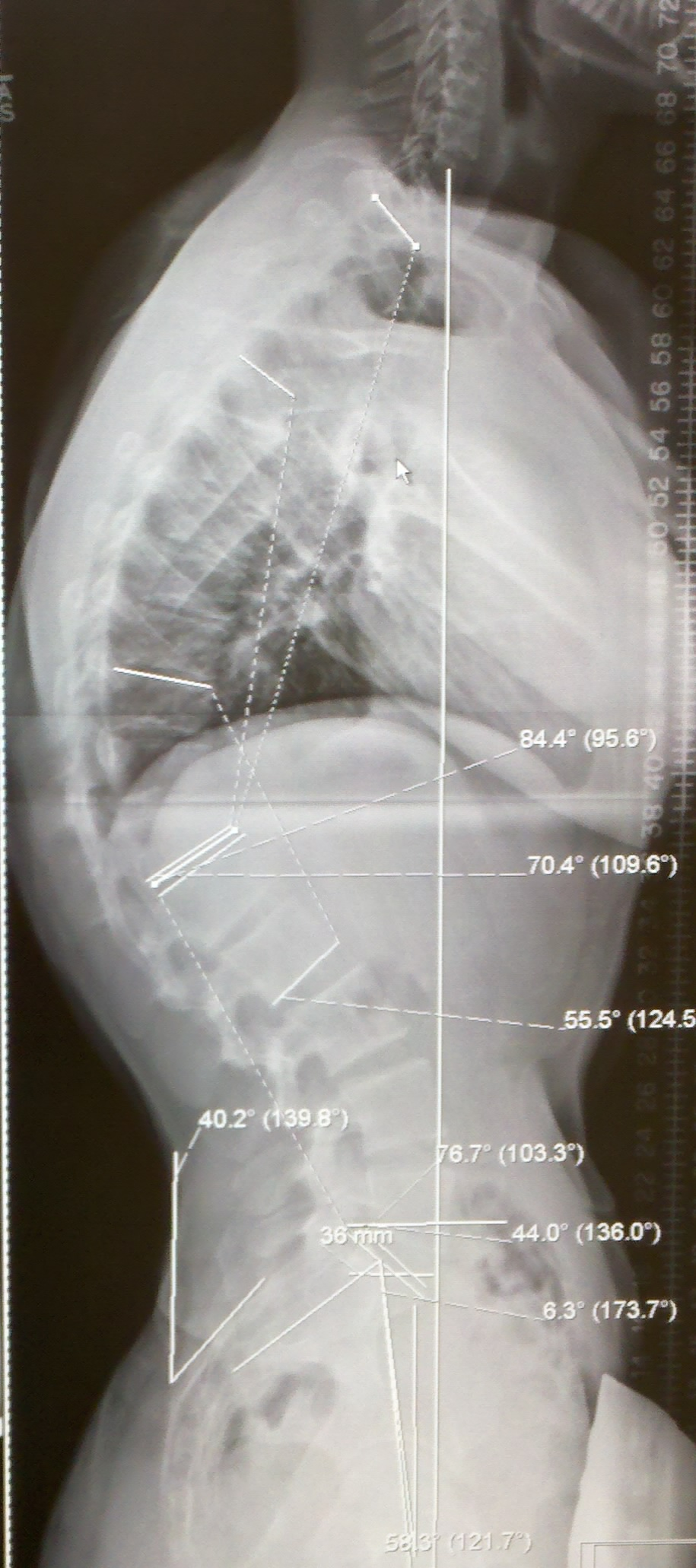
Röntgenaufnahme

Die Diagnose wird zunächst durch den typischen klinischen Befund gegeben. Der dazu passende Röntgenbefund in der seitlichen Aufnahme, oft Rückenschmerzen und das passende Alter bestätigen die Diagnose. Häufig wird M. Scheuermann als Zufallsbefund bei Thorax-Röntgenbildern diagnostiziert.
Für eine sorgfältige Diagnose bei Scheuermannscher Krankheit ist eine seitliche Ganzwirbelsäulenaufnahme erforderlich, bei der der Kyphose- und Lordosewinkel nach COBB vermessen wird. Bei der über die Norm hinausgehenden Kyphose der Brustwirbelsäule kommt es kompensatorisch zu einer Hyperlordose der Lendenwirbelsäule, der klinische Befund zeigt hier eine Hohlkreuzposition. Auch die betroffenen Keilwirbel sollen benannt und in ihrem Keilwinkel vermessen werden. Wirbelkörper mit Normabweichungen sollten benannt und beschrieben werden (z. B. „Schmorlscher Knoten, 7 mm Durchmesser, in Deckplatte WK Th 5 Keilung 15°, ventrale Randeinbrüche“). Die Fixierung oder Restbeweglichkeit der Wirbelsäule ist durch eine Vermessung nach Schober und Ott zu dokumentieren. Die Aufrichtung der Kyphose in Rutschhalte und tiefer Rutschhalte sind Anhaltswerte für die konservativ erreichbaren Therapieergebnisse. Ohne sorgfältige Diagnose und Dokumentation der Messwerte ist die Beobachtung und Prognostik der Progredienz (Verschlechterungstendenz) nicht möglich.
Bei Erwachsenen mit einem Zustand nach M. Scheuermann und Schmerzproblemen sollten differenzialdiagnostisch Morbus Bechterew und ähnliche Erkrankungen des rheumatischen Formenkreises sowie Osteoporose ausgeschlossen werden.
Differentialdiagnostisch kann es zu Verwechslungen mit Chorda-Rückbildungsstörungen kommen. Diese klinisch harmlose Normvariante zeigt sich als flachbogige Mulden in den dorsalen Wirbelkörperabschlussplatten, die keinen Einfluss auf die Statik der Wirbelsäule und keinen Krankheitswert haben, auf dem Röntgenbild aber mit Schmorlschen Knötchen verwechselt werden können.
Das Edgren-Vainio-Zeichen ist ein röntgenologisches Zeichen, bei dem es sich um ein einem Schmorl-Körperchen gegenüberliegendes vermehrtes Knochenwachstum in der Deckplatte eines Wirbelkörpers handelt. Das Edgren-Vainio-Zeichen kann bei der Differenzierung zwischen Morbus Scheuermann und spondylitisch bedingten Effekten hilfreich sein.

## Behandlung

### Physiotherapie und Sport
In einem physiotherapeutischen Behandlungskonzept ist die Vermeidung von Fehlbelastungen (z. B. stundenlanges gebeugtes Sitzen) entscheidend.
Auch ist nicht jede Sportart für Scheuermann-Patienten geeignet. Manche Sportarten können die Beschwerden in der akuten Phase beim Jugendlichen verstärken, insbesondere Sportarten, bei denen die Wirbelsäule erheblichen Kompressions- und Torsions-Belastungen durch Stöße, Sprünge, Schläge, Stürze usw. ausgesetzt ist (Kampfsportarten (Judo, Ringen), Hallen-Ballsportarten, Geräte- und Bodenturnen, Radfahren in Rennradhaltung, Laufsportarten auf harten Böden mit ungenügender Dämpfung usw.). Geeignet sind Kraftsport (ohne stemmende und drückende Belastungen), Schwimmen, Gymnastik, Walking usw. Es ist darauf zu achten, dass keine inklinierenden, die Kyphose verstärkenden Übungen durchgeführt werden. In der nicht floriden Phase ist der Morbus Scheuermann normalerweise nicht schmerzhaft. Dann können die meisten sportlichen Aktivitäten wieder aufgenommen werden. Da bei Leistungsruderern im Jugendalter (Adoleszenz) vermehrt Scheuermann-Zeichen auftreten, ist diese Tätigkeit unter Leistungsbedingungen nicht zu empfehlen.
Therapeutisches Ziel ist die Reklination, Aufrichtung und Streckung, Dehnung verkürzter und in den Rundrücken hinein ziehender Strukturen und Muskelketten, die Kräftigung der statischen autochthonen Rückenmuskulatur und Training einer aufrechteren Haltung. Dies kann durch einfache physiotherapeutische Maßnahmen unterstützt werden, mit Übungen, die neben der Aufrichtung des Rumpfes auch die vielfach verkürzte Brustmuskulatur dehnen.

### Orthesen
Bei teilfixierten Kyphosen im Wachstumsalter mit einem Cobb-Winkel über 40° im Bereich der Brustwirbelsäule, bei denen die vollständige Selbstaufrichtung nicht möglich ist, kann eine reklinierende Rumpf-Orthese (aufrichtendes Korsett) gute Erfolge zeigen, wenn das Korsett den Kyphosewinkel als Primärkorrektur mindestens 40 % korrigiert (oder über 15°) und das Korsett mit ausreichender Compliance zusammen mit täglicher Krankengymnastik zu Behandlungsbeginn mindestens 20 Stunden pro Tag getragen wird. Auch bei erwachsenen Schmerzpatienten kann eine stark reklinierende Orthese eine Schmerzlinderung und eine Haltungsverbesserung bewirken.
Bekannte Reklinations-Orthesen sind z. B. die Münsteraner-Kyphose-Orthese nach Chêneau, die Tübinger-Kyphose-Orthese nach Zielke und Nusser, die Balgrist-Kyphose-Orthese nach Böni (Uniklinik Zürich) oder die Anti-Kyphose-Orthese nach Rahmouni. Eine neue CAD-Variante, für die es nicht mehr nötig ist, einen Gipsabdruck zu machen, ist das kyphologic brace nach Weiss.

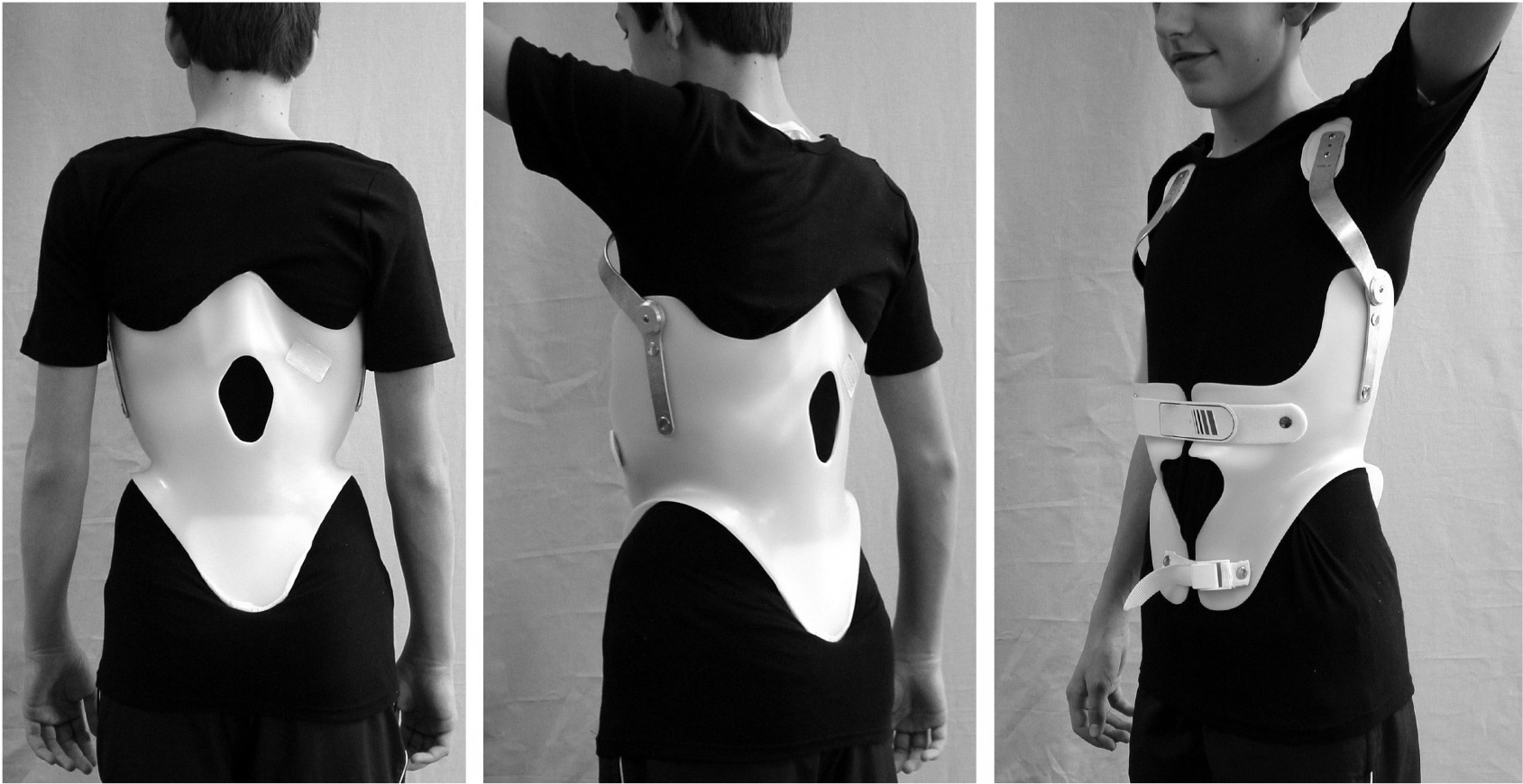
Ein modernes Korsett für die Behandlung der thorakalen Kyphose, für welches ein Gipsabdruck nicht mehr nötig ist.

Korsette und Orthesen sind auf alle Fälle dann therapeutisch wirksam, wenn sie mindestens 40 % des Cobb-Winkels korrigieren, der über die Normvariante als Fehlstatik der Wirbelsäule hinausgeht:
Beispiel:
- Normvariante BWS-Kyphosewinkel 15 bis 25 Jahre etwa 30° Cobb
- Patient ohne Korsett: 70° Cobb.
- Patient im Korsett: 50° Cobb. = 50 % Korrektur
- Patient im Korsett: 30° Cobb = 100 % Korrektur
- Patient im Korsett: 20° Cobb = 10° Überkorrektur

Es gibt unterschiedliche Krümmungsmuster, bzw. unterschiedliche Wirbelsäulenabschnitte, die von Scheuermann-Zeichen betroffen sein können: Man unterscheidet das thorakale (Brustwirbelsäule), das thorakolumbale (Übergang zwischen Brust- und Lendenwirbelsäule) und das lumbale (Lendenwirbelsäule) Krümmungsmuster. Diese unterschiedlichen Krümmungsmuster werden sowohl physiotherapeutisch als auch mit Korsetten mit unterschiedlichen Zielrichtungen behandelt.

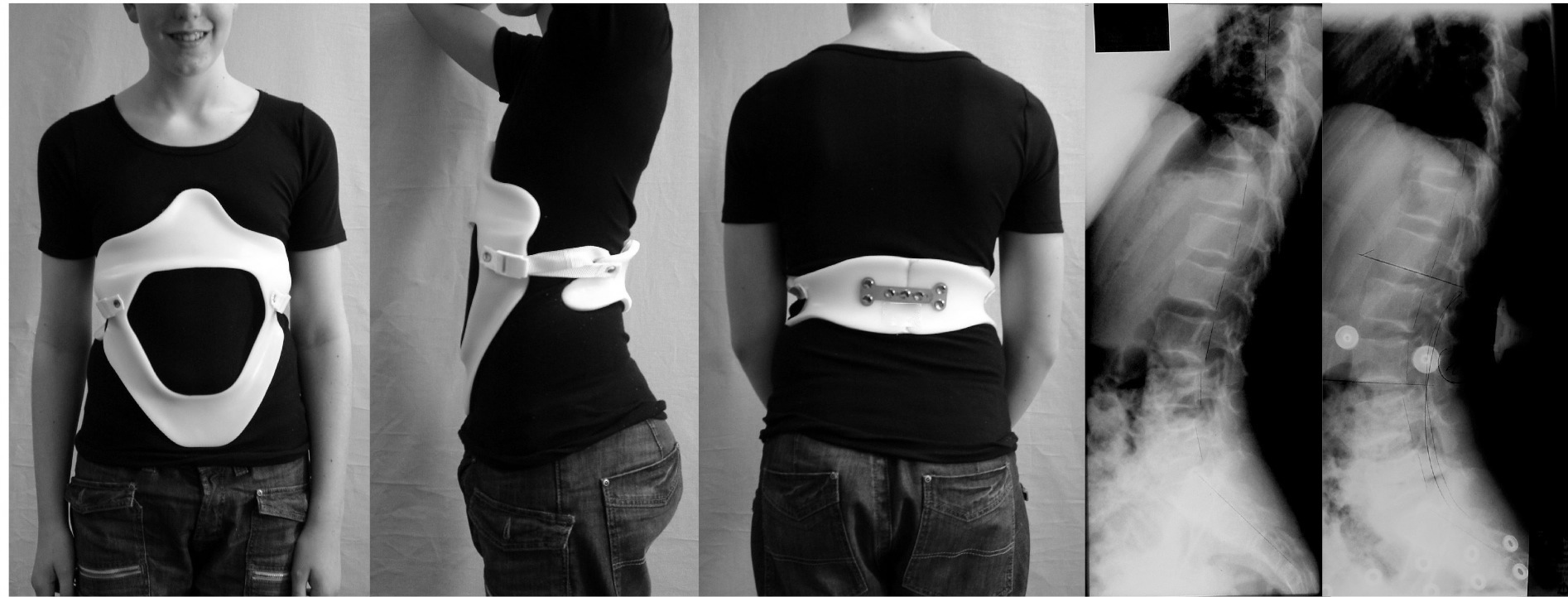
Ein modernes Korsett für die Behandlung der lumbalen oder auch thorakolumbalen Kyphose. Die Wiederherstellung der Lumballordose ist das Behandlungsziel.

Eine Überkorrektur im Korsett zu erreichen ist sinnvoll, da nach Ablegen des Korsettes ein „Rückfedern“ der Wirbelsäule zu erwarten ist.
Es hängt von der Tragedauer, der Intensität der Selbstaufrichtung und vom Trainingszustand der autochthonen Rückenmuskulatur ab, wie stark oder wie wenig der Patient nach Ablegen des Korsettes in die Kyphose-Fehlstatik zurücksinkt.
Bei guter Compliance können gute Aufrichtungs- und Heilungserfolge erreicht werden. Dann ist die Prognose bei M. Scheuermann positiv. Mit den heutzutage angewendeten CAD/CAM-Korsetten kann die Einsteifung verringert werden, bei guter Mitarbeit gar vollständig beseitigt werden. Die meisten Patienten erreichen mit diesen Korsettvarianten das Behandlungsziel auch bei einer Tragezeit von 16 Std. täglich.

### Chirurgie
Eine operative Aufrichtung der Wirbelsäule wurde früher nur in extremen Ausnahmefällen über 70° Kyphosewinkel und bei starken, mit konservativen Methoden therapieresistenten Schmerzen erwogen, weil einige Wissenschaftler keinen Beweis dafür fanden, dass durch eine Operation die gesundheitsbezogenen Zeichen und Symptome einer Kyphose beseitigt werden können, und glaubten, es handele sich eher um eine kosmetische Operationsindikation.

Auch ausgeprägte Befunde auf dem Röntgenbild können beschwerdefrei bleiben und schränken die Belastbarkeit nicht notwendigerweise ein. Dagegen kann es bei weniger ausgeprägten Befunden zu erheblichen Schmerzen und Haltungsproblemen kommen:
Ein Zusammenhang zwischen Schmerz und Schweregrad des Befundes M. Scheuermann besteht also (ähnlich wie bei Skoliose) nicht, daher ist die Entscheidung für oder gegen einen chirurgischen Eingriff immer eine individuelle Entscheidung, den Einzelfall betreffend. Ein Wirbelsäulenspezialist zur Wichtung des Kyphosewinkels:

„zunehmende oder Rekyphosierungen sind gerade im TLÜ schlecht bis gar nicht muskulär kompensierbar und führen selbst bei geringen Cobb-Winkeln (<15–20°) zu statischen Belastungen der ober- bzw. unterhalb der Fehlstellung gelegenen Wirbelsäulenabschnitte. Diese […] Fehlstellungen stellen somit eine Indikation zu Revisionseingriffen dar“

Die Operation (Spondylodese) erfolgt durch ventrale Entfernung der verschlissenen Bandscheiben, Einfügen von Knochensegmenten aus dem Beckenkamm oder den Rippen statt der Bandscheiben, Aufrichtung durch Entfernung von dorsalen Knochenkeilen (Osteotomie) und Fixation durch Stabimplantate (Fixateur interne) aus Titan oder Edelstahl, die mit Pedikelschrauben in den Wirbelkörpern verankert werden.